# Дело срещу лекарите
Делото срещу лекарите (на руски: дело врачей, врачи-вредители или врачи-убийцы) е заведено в началото на 1953 г. по скалъпени обвинения в конспирация за елиминиране на съветското ръководство.
Делото срещу лекарите се подготвя тайно още от лятото на 1951 г. То е замислено като обвинение срещу видни лекари, приближени до Кремъл. Обвинени са в престъпно лечение на съветските вождове. За съветските служби за държавна сигурност това не е първият случай: още през 1937 г., в процеса срещу Бухарин, подобни обвинения се отправят и към професор Д. Д. Плетньов, лекарите Л. Г. Левин, И. Н. Казаков (бесарабски българин).
В текста на официалното съобщение за арестите от 1952-53 г. се казва, че „мнозинството от участниците в терористичната група (Вовси М. С., Коган Б. Б., Фельдман А. И., Гринштейн А. М., Этингер Я. Г. и други) са свързани с международната еврейска буржоазно-националистическа организация „Джойнт“, създадена от американските разузнавателни служби уж за оказване на материална помощ на евреите в други страни“.
Делото се подхранва от подозрителността на Сталин, от неговия страх от заговори, особено при влошаването на здравето му през 1953 г. Вероятно тази подозрителност се е дължала на факта, че самият той е вербувал лекари за наемни убийци, отстранявали жертвите му чрез отровни лекарства, какъвто е например случаят с Андрей Жданов. От друга страна, повод за разследването е откритият от лекарката Лидия Тимашук съмнителен метод при лечението на Андрей Александровеч Жданов, довел според нея до смъртта му.

## Арести, обвинения, обвиняеми
Арестите на видни лекари започват още през септември 1952 г. Отначало са арестувани 37 лекари, но броят им бързо нараства на стотици. Част от тях са изпратени в ГУЛАГ или екзекутирани. Следствието се провежда с жестоки побои върху подследствените и повдигане на най-страшни обвинения: „шпионски терористичен заговор и връзка с чуждестранни разузнавания“, „американски наемници“, „диверсанти в бели халати“, „буржоазен национализъм“. Последното обвинение е насочено срещу лекарите евреи. Макар че отначало делото срещу лекарите не представлява акт на антисемитизъм (обвиняеми по него са и видни руски лекари), впоследствие то се разраства в такъв.
Сред главните обвиняеми по делото срещу лекарите са театралният режисьор Соломон Михоелс (който умира при съмнителни обстоятелства още през 1948 г., наречен „известен еврейски буржоазен националист“), д-р Борис Шимельович (бивш главен хирург на Червената армия и директор на известната Боткинска болница), Мирон Вовси (личен лекар на Сталин, брат на С. Михоелс), Яков Етингер (световноизвестен кардиолог), Борис Коган (терапевт) и др.
Лидия Тимашук е наградена от Президиума на Върховния съвет на СССР с орден на Ленин „за помощта, оказана на правителството в делото за изобличаване на лекарите-убийци“.

## „Подписка“ до в.Правда
На 3 януари 1953 г. вестниците „Правда“ и „Известия“ публикуват съобщение на ТАСС за ареста на „групата на лекарите вредители“. Последва инсценирана подписка под писмо, предназначено за в. „Правда“, в което остро се осъжда заговорът на „буржоазните националисти“ и се изразява одобрение към действията на съветското правителство. Писмото е подписано от няколко десетки видни съветски евреи, сред които Давид Ойстрах, Самуил Маршак, Лев Ландау, Исак Дунаевски. Иля Еренбург отначало не подписва и събира смелост да изпрати писмо до Сталин, в което изтъква, че „няма еврейска нация“ и че еврейският национализъм „неизбежно води до измяна на Родината“, но че писмото в „Правда“ можело да бъде изтълкувано опасно от „враговете на Родината“, поради което той не можел сам да реши дали да подпише, но ако ръководните другари решат, че подписът му е „желателен и полезен за защитата на Родината“, той веднага щял да подпише. Накрая писмото с подписката не е публикувано, поради взрива от възмущение на западната общественост от делото срещу лекарите. Това е първият признак на разколебаване на съветското ръководство във връзка с делото. Алберт Айнщайн, Уинстън Чърчил и други видни личности изпращат телеграми, в които отхвърлят обвиненията срещу лекарите и настояват за разследване.

## Вълна на антисемитизъм
Публичното разгласяване на делото срещу лекарите предизвиква широка вълна на преследвания срещу лекари евреи в целия Съветски съюз. Органите на държавна сигурност фабрикуват аналогични дела в различни градове. Лекарите евреи започват да се боят да ходят на работа, а пациентите се страхуват да се лекуват при тях. Появява се и слух, че Сталин готви масово изселване на евреите в Сибир. Много от обикновените хора в Съветския съюз през 1953 г. вярват в истинността на обвиненията, като широко разпространено е мнението, че лекарите, макар и неволно, са станали съучастници в чужд заговор.
На 9 февруари 1953 г. в съветското посолство в Тел Авив е взривена бомба. На 11 февруари СССР скъсва дипломатическите си отношения с Израел. Вследствие на това международният конфликт около делото срещу лекарите се изостря още повече.

## Краят на делото
След съобщението на ТАСС за делото срещу лекарите Сталин живее още само 51 дни. На 3 април 1953 г. всички оцелели обвиняеми по делото срещу лекарите са освободени. На следващия ден това е обявено в пресата.
Делото е закрито на 31 март 1953 г., а на 3 април 1953 г. Централният комитет на КПСС официално оправдава арестуваните. Главният следовател по делото М. Рюмин е обвинен за скалъпването на заговор, арестуван е и е екзекутиран.